# Антоний (Радонежский)
Епи́скоп Анто́ний (в миру Алекса́ндр Ива́нович Ра́донежский; 1808 или 1809, Нижегородская губерния — 23 декабря 1872 (4 января 1873), Смоленск) — епископ Русской православной церкви, епископ Оренбургский и Бузулукский.

## Жизнеописание
Родился в 1808 или 1809 году в селе Тепелево Нижегородского уезда Нижегородской губернии (ныне Дальнеконстантиновский район Нижегородской области) в семье священника. По окончании курса в Нижегородской духовной семинарии поступил в Московскую духовную академию, где окончил курс в 1834 году со степенью магистра и сразу был назначен инспектором Нижегородской семинарии и профессором философии.
Овдовев, он принял в 1841 году монашество и 25 марта был рукоположён во иеромонаха, в апреле уволен от должности инспектора.
28 сентября 1842 года назначен профессором богословия в Ярославскую духовную семинарию, а в 1844 году — бакалавром в Казанскую духовную академию по кафедре Священного Писания, где получил последовательно звания экстраординарного и ординарного профессора и в мае 1848 году возведён в сан архимандрита.
По поводу профессорской деятельности Антония, историк Казанской духовной академии духовный писатель профессор И. П. Знаменский писал следующее: «Лекции он писал и отделывал тщательно, даже щеголевато, в несколько сентиментальном и благочестиво-мистическом духе, но особенною талантливостью не отличался, хотя академическое начальство ценило его высоко».
В 1851 году Антоний назначен ректором Пермской духовной семинарии.
6 (18) мая 1854 года перемещён на такую же должность в Ярославскую духовную семинарию с назначением настоятелем Ростовского Богоявленского монастыря.
В 1856—1857 годах Антоний вызывался в столицу Российской империи город Санкт-Петербург на среду священнослужения и проповеди. Также, при его соучастии, был заключен контракт с Ф. А. Верховцевым для новой раки преподобному Авраамию Ростовскому в монастыре.
26 апреля (8 мая) 1858 году он был назначен епископом сразу на самостоятельную Оренбургскую и Уфимскую кафедру, причем в 1859 году, по случаю образования новой Уфимской епархии, переименован во епископа Оренбургского и Уральского.
17 марта 1862 года уволен от управления епархией и назначен членом Московской синодальной конторы и управляющим Воскресенским Ново-Иерусалимским монастырем.
В мае 1866 года уволен на покой в Трегуляевский Иоанно-Предтеченский монастырь, с пенсионом 1000 рублей в год.
В 1868 году Антоний перемещён в Темниковский Санаксарский монастырь, а 24 апреля (6 мая) 1870 года — в смоленский архиерейский дом к своему другу и сослуживцу по Казанской академии тогдашнему смоленскому епископу Серафиму Протопопову, у которого оставался до своей кончины.
Епископ Антоний скончался 23 декабря в городе Смоленске.